# L!PP (from Hello! Project Dance Team)
L!PP (from Hello! Project Dance Team)(립)은 헬로! 프로젝트에 소속된 일본의 3인조 여성 댄스 & 팝 그룹이다.

## 개요
헬로! 프로젝트 전 그룹(OCHA NORMA를 제외)에서 『댄스 선발』을 한 스페셜 유닛. 「LIPPS」과 헬로! 프로젝트의 명칭 「H!P」을 조합한 것이 유닛명의 유래이다.

## 멤버

### 현 멤버
- 단바라 루루 (段原 瑠々, 히로시마현 출신, 2001년 2월 7일 ~ ) - Juice=Juice
- 아키야마 마오 (秋山 眞緒, 오사카부 출신, 2002년 7월 29일 ~ ) - 츠바키팩토리
- 히라이 미요 (平井 美葉, 도쿄도 출신, 1999년 12월 11일 ~ ) - BEYOOOOONDS

### 전 멤버
- 이나바 마나카 (稲場 愛香, 홋카이도 출신, 1997년 12월 27일 ~ ) - Juice=Juice
  - 2022년 5월 30일 졸업 동시에 이탈.
- 카가 카에데 (加賀 楓, 도쿄도 출신, 1999년 11월 30일 ~ ) - 모닝구무스메。'22 (2022년 12월 10일 졸업)
  - 2022년 12월 10일 졸업 동시에 이탈.
- 사사키 리카코 (佐々木 莉佳子, 미야기현 출신, 2001년 5월 28일 ~ ) - 안주루무
  - 2024년 6월 19일 졸업 동시에 이탈.
- 이시다 아유미 (石田 亜佑美, 미야기현 출신, 1997년 1월 7일 ~ ) - 리더, 모닝구무스메。'24
  - 2024년 12월 6일 졸업 동시에 이탈.

## 약력
2021년
- 11월 25일, 헤어 살롱 「LIPPS」의 「SMOOTHAIR DANCE SERIES」와 헬로! 프로젝트의 콜라보 기획에 이시다 아유미, 카가 카에데 (이상 모닝구무스메。'21), 사사키 리카코 (안주루무), 이나바 마나카 (Juice=Juice), 아키야마 마오 (츠바키팩토리), 히라이 미요 (BEYOOOOONDS)가 선출.

2022년
- 5월 30일, 이나바 마나카가 Juice=Juice 및 헬로! 프로젝트를 졸업. 동유닛에서도 이탈.
- 8월 18일, LIPPS와의 콜라보 제2탄을 발표. 그에 수반해, Juice=Juice의 단바라 루루가 가입, 오리지널 신곡 「Sunset Summer Fever」의 뮤직 비디오를 공개, 한층 더 유닛명 「L!PP(from Hello! Project Dance Team)」(립)이 명명되었다.
- 9월 1일, 상술한 「Sunset Summer Fever」를 전달 한정으로 발매.
- 12월 10일, 카가 카에데가 모닝구무스메。및 헬로! 프로젝트를 졸업. 동유닛에서도 이탈.
- 12월 30일, 헬로! 프로젝트의 콘서트「Hello! Project Year-End Party 2022 ~GOOD BYE & HELLO!~」에서 이시다, 사사키, 단바라, 아키야마, 히라이의 5명이「Sunset Summer Fever」를 첫 퍼포먼스.

2023년
- 9월 9일, 헬로! 프로젝트 콘서트「Hello! Project 25th ANNIVERSARY CONCERT「Theme Of Hello!」」에서 오프닝 액트로서 퍼포먼스.

2024년
- 6월 19일, 사사키 리카코가 안주루무 및 헬로! 프로젝트를 졸업. 동유닛에서도 이탈.
- 12월 6일, 이시다 아유미가 모닝구무스메。및 헬로! 프로젝트를 졸업. 동유닛에서도 이탈.

## 음악

### 착신 싱글
1. Sunset Summer Fever (2022년 9월 1일)

### 유튜브
- LIPPS × HELLO! PROJECT DANCE TEAM (2021년 11월 25일, 유튜브)

## 같이 보기
- 헬로! 프로젝트
- LIPPS